# Björnrot
Björnrot (Meum athamanticum) är en växtart i familjen flockblommiga växter.
Björnrot förekommer i de europeiska bergstrakterna, i Norden även på enstaka ställen i Norge. Den är en starkt lakritsluktande ört, glatt och omkring 30 centimeter hög med en mängd tuvade, mörkgröna, mycket findelade blad, vilkas hårfina slutflikar är utstående på alla sidor.
Björnrot förekommer inte vild i Sverige men odlas ofta som prydnadsväxt.